# Économie de la Loire-Atlantique
L'économie de la Loire-Atlantique est la quinzième en France en termes de produit intérieur brut par habitant (chiffres de 2005).

## Agriculture

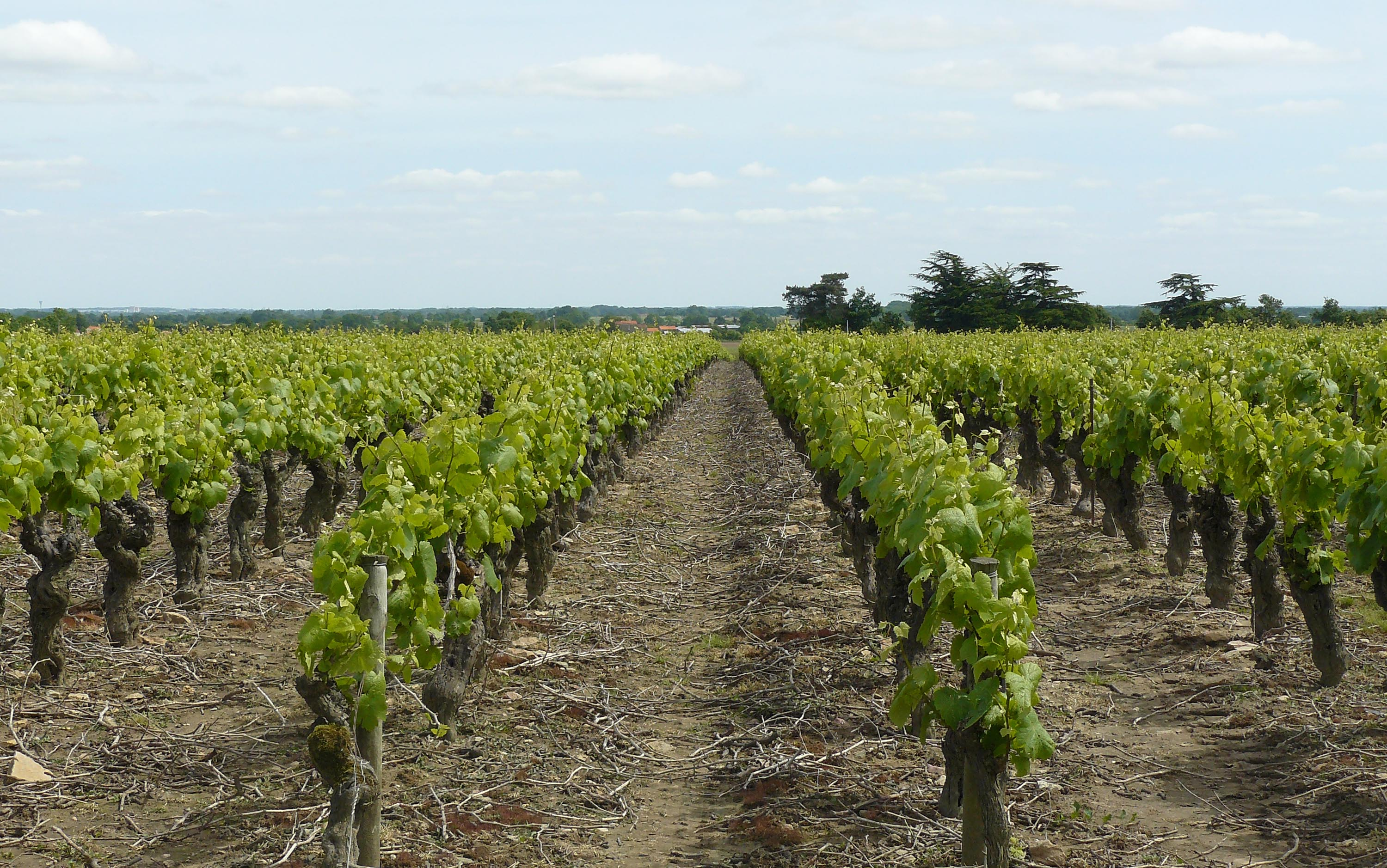
Vignoble du Muscadet.

Le département de la Loire-Atlantique est découpé, tout comme les autres départements français, depuis 1946, en Région agricole française (RA). La Loire-Atlantique est ainsi divisée en neuf « Petites régions agricoles » (PRA). Chacune de ces PRA possède une numérotation de l'Insee.

### PRA situées dans les limites de la RA de Loire-Atlantique
- 44104 : Pays de Châteaubriant
- 44105 : Plateaux boisés nantais
- 44106 : Estuaire de la Loire
- 44108 : Pays de Retz
- 44364 : Presqu'île guérandaise

### PRA contigües à d'autres PRA voisines au sein de RA trans-départementales
- 44356 - Bocage angevin (Appartenant au bassin de production : Loire-atlantique, Maine-et-Loire et Mayenne)
- 44365 - Marais breton (Appartenant au bassin de production : Loire-Atlantique et Vendée)
- 44368 - Bas bocage et Gâtine (Appartenant au bassin de production : Loire-Atlantique et Vendée)
- 44373 : Haut-bocage - Sèvre et Maine(Appartenant au bassin de production : Loire-atlantique, Maine-et-Loire et Vendée)

## Industrie
L'industrie en Loire-Atlantique représente 18 % des entreprises et se compose du 1er pôle national de construction navale et du 4e pôle national de l'aéronautique; le département en outre est l'un des leaders européens dans l'agroalimentaire.

### Électronique et informatique
On trouve dans le département plusieurs grandes entreprises du secteur électronique-informatique, comme Capgemini, Infotel ou Ausy.